# (8685) Fauré
(8685) Fauré ist ein Asteroid des inneren Hauptgürtels, der am 4. April 1992 von dem belgischen Astronomen Eric Walter Elst am La-Silla-Observatorium der Europäischen Südsternwarte in Chile (IAU-Code 809) entdeckt wurde.
Die Umlaufbahn des Asteroiden um die Sonne hat mit 0,0459 eine niedrigere Exzentrizität. Die Bahnneigung von (8685) Fauré ist mit knapp 0,9° ebenfalls gering.
Der Asteroid wurde am 20. November 2002 nach dem französischen Komponisten Gabriel Fauré benannt. Im Antrag zur Benennung wird vor allem sein Klavierstück Ballade hervorgehoben.